# William Emmett Dever

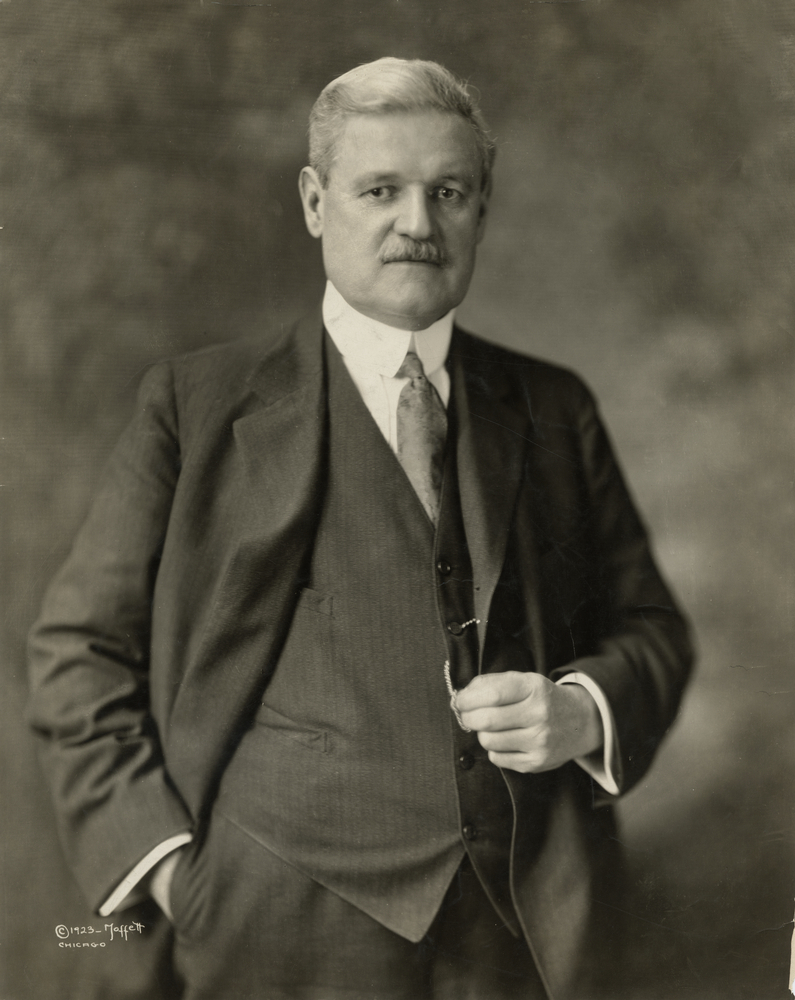
William Emmett Dever

William Emmett Dever (* 13. März 1862 in Woburn, Massachusetts; † 13. September 1929 in Chicago, Illinois) war ein US-amerikanischer Politiker. Zwischen 1923 und 1927 war er Bürgermeister der Stadt Chicago.

## Werdegang
Im Alter von 15 Jahren begann William Dever im familieneigenen Gerberbetrieb zu arbeiten. Im Jahr 1882 zog er nach Boston. Von dort aus unternahm er Verkaufsreisen für die Lederprodukte der Gerberei. 1887 kam er nach Chicago, wo er ebenfalls bei einer Gerberei angestellt wurde. Nach einem Jurastudium am Chicago College of Law und seiner 1890 erfolgten Zulassung als Rechtsanwalt begann er in diesem Beruf zu arbeiten. Gleichzeitig schlug er als Mitglied der Demokratischen Partei eine politische Laufbahn ein. Im Jahr 1902 wurde er in den Stadtrat von Chicago gewählt. Seit 1910 war er als Richter tätig.
1923 wurde Dever zum Bürgermeister von Chicago gewählt. Dieses Amt bekleidete er zwischen 1923 und 1927. Dever war ein Gegner des damals sehr mächtigen organisierten Verbrechens. Während sein Vorgänger und Nachfolger William Hale Thompson mit Gangstern wie Al Capone kooperiert hatte, legte sich Dever mit diesen an und versuchte zumindest ihnen das Leben schwer zu machen. Aufgrund der Umstände wie dem Verlangen vieler Bürger nach alkoholischen Getränken während der Prohibitionszeit war dieses Unterfangen nicht von großem Erfolg gekrönt. Immerhin war er in den 1920er Jahren der einzige Bürgermeister Chicagos, der es wagte, den Kriminellen die Stirn zu bieten. Er war selbst ein Gegner des Alkoholverbots, wollte es aber, da es nun mal Gesetz war, durchsetzen. Die kriminelle Gewalt nahm in jenen Jahren weiter zu und es kam zu den bis heute legendären Schießereien in den Straßen Chicagos. Unabhängig davon verbesserte er die Infrastruktur der Stadt. Unter anderem wurde damals der erste Flughafen der Stadt gebaut. 1927 unterlag Dever seinem Vorgänger Thompson, der sich der Hilfe des organisierten Verbrechens bediente und die Wahl mit 83.000 Stimmen Vorsprung gewann. Es folgten vier weitere Jahre der unumschränkten Herrschaft Al Capones über Chicago.
In den Jahren 1924 und 1928 nahm Dever als Delegierter an den jeweiligen Democratic National Conventions teil. 1908 war er bereits Ersatzdelegierter zum damaligen Bundesparteitag gewesen. Nach dem Ende seiner Zeit als Bürgermeister arbeitete er für die Bank of America, bei der er die Position des Vizepräsidenten bekleidete. Er starb am 13. September 1929 in Chicago an einer Krebserkrankung.